# دوايت شروت
دوايت كورت شروت الثالث (بالإنجليزية: Dwight Schrute)‏ هو شخصية خيالية في مسلسل المكتب نسخة الولايات المتحدة ويصورها الممثل الأمريكي راين ويلسون. كانت شخصية دوايت بائعًا ومساعدًا (للمدير الإقليمي)، في شركة توزيع الورق الخيالية دندر ميفلين، قبل ترقياته في المواسم اللاحقة من العرض. قام أيضًا بإدارة بيت ضيافة وإفطار في مزارع شروت، وكان مالكًا لمزرعة بنجر، وبدءًا من الموسم السابع، كان مالكًا لمجمع الأعمال الذي يقع فيه دندر ميفلين. وهو معروف بحبه لفنون الدفاع عن النفس ونظام العدالة.
طوال السلسلة حاول دوايت مرارًا وتكرارًا أن يصبح المدير الإقليمي لفرع دندر ميفلين سكرانتون من خلال العمل بإخلاص تحت إشراف المدير الإقليمي مايكل سكوت.
تستند الشخصية إلى غاريث كينان من النسخة البريطانية الأصلية من العرض، الذي لعبه الممثل ماكنزي كروك. والجدير بالذكر أن دوايت هي الشخصية الوحيدة التي ظهرت وأجرت حوارًا في كل حلقة من حلقات المسلسل.
تم استقبال دوايت بشكل إيجابي، حيث تلقى ويلسون ثلاثة ترشيحات لجائزة جائزة الإيمي برايم تايم لأفضل ممثل مساعد في مسلسل كوميدي لتصويره للشخصية.